# Parakramabahu I
Pour les articles homonymes, voir Parâkramabâhu.
Parakramabahu I, (en pali : Mahā Parākaramabāhu; né en 1123; mort en 1186), est le roi du royaume de Polonnaruwa dans l'actuel Sri Lanka, entre 1153 et 1186.
Pendant son règne, il a unifié les trois royaumes régionaux de l'île, devenant l'un des derniers monarques de l'histoire du Sri Lanka à le faire. Il supervisa l'expansion et l'embellissement de sa capitale, construisit de vastes systèmes d'irrigation, réorganisa l'armée du pays, réforma les pratiques bouddhistes, encouragea les arts et entreprit des campagnes militaires en Inde du Sud et en Birmanie. L'adage "pas même un peu d'eau qui vient de la pluie doit couler dans l'océan sans être rendu utile à l'homme" est l'un de ses énoncés les plus célèbres.
Parākramabāhu a passé une grande partie de sa jeunesse dans les cours de ses oncles Kitti Sri Megha, prince de Dakkinadesa, et Sri Vallabha, prince de Ruhuna, ainsi que dans la cour du roi de Rajarata, Gajabahu II. Il a succédé à son oncle Kitti en tant que roi de Dakkhinadesa vers 1140 et au cours de la décennie suivante, il a amélioré à la fois l'infrastructure et l'armée de Dakkhinadesa. Après une guerre civile prolongée, il obtint le pouvoir sur toute l'île vers 1153 et resta dans cette position jusqu'à sa mort en 1186. Durant le règne de Parākramabāhu, il lança une campagne punitive contre les rois de Birmanie, aidant la dynastie Pandya contre la dynastie Chola.
Dans l'île, il a consacré des monuments religieux, construit des hôpitaux, des unités de protection sociale, des canaux et de grands réservoirs, tels que la mer de Parakrama.

## Contexte historique
L'île de Ceylan était en partie dominée par le puissant régime de Chola en Inde du Sud, à la suite des invasions menés par Rajaraja et son fils. Ces régions sont restées sous le contrôle de Chola jusqu'au règne de Vijayabahu I (1055-1100). Vijayabahu I a réussi à chasser les envahisseurs Chola au début de son règne et a déplacé la capitale de Rajarata d'Anuradhapura vers une nouvelle ville Polonnaruwa. Par le règne de Vikramabahu I (1111-1132), l'île a été divisée en trois royaumes, Rajarata, Dakkhinadesa et Ruhuna. Vikramabahu I était cependant considéré comme le plus grand roi car il possédait le Rajarata, avec ses sites d'importance religieuse et historique. Cependant, Manabharana, roi de Dakkhinadesa (Pays du Sud), et ses frères Sri Vallabha et Kitti Sri Megha, les rois communs de Ruhuna, étaient des rivaux redoutables pour le trône. De plus, ces 3 rois étaient les descendants de la sœur de Vijayabahu, et avaient donc une forte prétention au trône; on les appelle dans la Culavamsa la branche Arya de la dynastie royale, tandis que Vikramabahu I est de la branche de Kalinga.

## Enfance

### Naissance

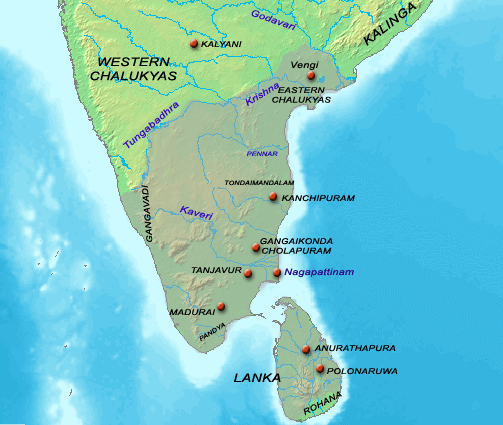
L'étendue de l'Empire Chola à la veille de la rébellion de Vijayabahu I

Selon la chronique Culavamsa, la naissance de Parākramabāhu a été prédite par une figure apparentée à un dieu vu dans un rêve par son père, le roi Manabharana de Dakkhinadesa. Un fils est né à l'épouse de Manabharana, Ratnavali, et a été nommé Parākramabāhu à cause de ses Bras écrasant les ennemis. Bien que l'année de sa naissance ne puisse pas être exactement confirmée due aux convergences du calendrier luni-solaire propre au bouddhisme Theravāda, elle est estimée à environ 1123. Parākramabāhu serait née dans la capitale de Dakkhinadesa, Punkhagama.
Après avoir été informé de la naissance de l'enfant, Vikramabahu I à Polonnaruwa a ordonné que le garçon soit élevé comme l'héritier de son trône. Cependant Manabharana, son père, a rejeté l'offre, déclarant qu' Il n'était pas prudent... d'envoyer un tel joyau. Il a également annoncé que "... si le garçon est emmené là-bas, Vikramabahu I... brillera de flammes puissantes et qui vont le monter aux cieux, mais que notre malheur, hélas déjà si grand, s'aggravera!. Le schisme qui existait entre les clans royaux de Ceylan était trop profond pour permettre cet arrangement 
Peu de temps après la naissance de l'enfant, Manabharana est tombé malade et est mort. Son jeune frère Kitti Sri Megha, qui était le roi de Ruhuna, monta sur le trône de Dakkhinadesa, tandis que Sri Vallabha fut déclaré seul roi de Ruhuna. Parākramabāhu, sa mère Ratnavali et ses deux sœurs Mitta et Pabhavati, ont été envoyés vivre à Mahanagahula, la capitale de Ruhuna, sous la garde de Sri Vallabha.

### A Ruhuna et Dakkhinadesa
La politique de l'île joua un rôle majeur dans l'éducation de Parākramabāhu. Alors qu'il était encore jeune, sa sœur aînée Mitta fut mariée de force à leur cousin, Manabharana, le fils de Sri Vallabha de Ruhuna, contre la volonté de la reine Ratnavali  Ratnavali était elle-même du clan Kalinga de la famille royale, et bien qu'elle fût la veuve d'un roi de la branche royale de la famille Arya, elle préférait voir ses filles mariées à un roi du clan Kalinga. Pendant son séjour à la cour de Sri Vallabha, Parākramabāhu rencontra sa future mahesi, reine consort, Lilavati, la fille de Sri Vallabha, qui, après la mort de Parākramabāhu, dirigea le pays de son propre chef.
En 1132, après la mort de Vikramabahu I, Gajabahu II a succédé au trône de Rajarata. Profitant de la jeunesse du nouveau roi, les deux monarques de la famille Arya, Sri Vallabha et Kitti Sri Megha, tentèrent sans succès de s'emparer de Rajarata par la force. Gajabahu II s'est établi fermement comme dirigeant et donc nominalement supérieur aux deux rois Arya  et ni Sri Vallabha ni Kitti Sri Megha ne vivraient pour voir le roi de Rajarata détrôné.
Après la fin de la guerre civile d'Arya-Kalinga, Parākramabāhu a quitté le palais de Sri Vallabha à Ruhuna et est retourné à Sankhatthali, la nouvelle capitale de Dakkhinadesa, où il a élu domicile avec son oncle. Le Culavamsa attribue son départ à son impatience et son manque d'ambition à Ruhuna. Cela peut aussi avoir été causé par le projet de Sri Vallabha de placer Manabharana de Ruhuna sur le trône de Rajarata, ce qui rendait la position de Parākramabāhu de plus en plus précaire devant les tribunaux . À Dakkhinadesa, d'autre part, il fut bien reçu par Kitti Sri Megha, qui n'avait pas de fils à lui, où il fut essentiellement adopté; À partir de ce moment, le Culavamsa fait ensuite référence à Kitti comme le père de Parākramabāhu.
Pendant son temps à Dakkhinadesa, il a étudié des travaux importants de Chanakya et des sujets tels que la grammaire, la littérature, l'équitation d'éléphant, les arts martiaux, la chanson et la danse.

## Roi de Polonnaruwa

### Guerre avec le royaume de Pagan
Le cité-État de Bagan (la Birmanie moderne) et le Sri Lanka avaient entretenu  pendant longtemps une relation cordiale basée sur le commerce et une foi commune (Bouddhisme Theravada). Bagan est devenue une puissance au IXe siècle et au XIe siècle, et sa capitale, Arimaddhanapura, était un centre de formation bouddhiste. Bagan était également un ennemi de longue date à la dynastie Chola.

### Guerre dans l'Empire Pandya
En 1167, le roi Pandya Parakrama fait appel à son homonyme du Sri Lanka pour obtenir de l'aide contre une alliance entre son rival Kulasekhara Pandya et des Chola. Un tel appel n'était pas inhabituel, car les Pandya avaient depuis longtemps trouvé des alliés dans le Sri Lanka en 972 lors de l'invasion de leur domaine par Parantaka II Rajendra Sundara Chola (957-973).
Cette fois, l'aide sri-lankaise est trop tardive. Lorsque le général de  Parākramabāhu nommé Lankapura Dandanatha arrive dans le 
Pandya Nadu, Kulasekhara s'est empré de la capitale Madurai et a tué la femme et les enfants de Parakrama. Son fils le prince Virapandu a cependant réussi à s'échapper. Plutôt que de se diriger vers Madurai, Lankapura débarque à proximité de Ramanathapuram et s'empare de la ville de Rameswaram, qui restera aux mains des Sri Lankais pendant les trente années suivantes. Ils y font construit une forteresse anommée Parakramapura. Lors de cette première phase de la guerre, ils combattirent Kulasekhara à plusieurs reprises, l'assiégèrent finalement à Madurai et s'emparèrent de la cité. Virapandu est rétabli au pouvoir, mais apparemment seulement comme un souverain fantoche, car l'armée sous la direction de Lankapura demeure à Madurai et continue à combattre les Chola dans le sud de l'Inde, attaquant finalement le territoire du royaume Chola et semant la peur parmi ses feudataires.
L'invasion cinghalaise est un tel succès que Lankapura semble avoir établi une autorité quasi permanente sur le Pandya Nadu 
, établissant même une autre forteresse appelée Panduvijaya en commémoration de la conquête.

## Postérité
Le « Culavamsa » indique seulement que Parākramabāhu « a exercé le pouvoir pendant trente-trois ans» et qu'il est mort à Polonnaruwa. Il a comme successeur Vijayabahu II, présenté  comme « le fils de sa sœur », qu'il avait fait venir de Sinhapura, capitale de Kalinga. Il est hautement improbable que Vijayabahu soit le fils de Pabhavati ou de Mitta, les deux sœurs de Parākramabāhu mariées à Manabharana de Ruhuna, car cela n'expliquerait pas pourquoi il a dû être convoqué de Kalinga. Il ne pouvait pas non plus être le fils de Gajabahu et Bhaddavati, l'autre sœur nommée du roi, car le Culavamsa déclare expressément que Gajabahu n'avait pas de fils qui lui survivaient, il a été avancé  Vijayabahu était en fait le fils d'une quatrième sœur inconnue qui avait épousé roi de Kalinga. Son lieu de sépulture est inconnu.

### Source historique
- Mahavamsa, récits en pali de l'histoire du Sri Lanka.
- Culavamsa, récits en pali de l'histoire du Sri Lanka du IVe siècle à la chute du royaume de Kandy en 1815.